# Жестокий Шанхай
«Жестокий Шанхай» (англ. The Shanghai Gesture) — американский фильм в жанре нуар режиссёра Джозефа фон Штернберга. Главные роли исполнили Джин Тирни, Уолтер Хьюстон, Виктор Мэтьюр, Она Мансон. Картина основана на одноимённой бродвейской пьесе Джона Колтона (англ. John Colton), которая была адаптирована для сценария к фильму Штернберга и спродюсирована Арнольдом Прессбургером для United Artists. Это был последний голливудский фильм, снятый Штернбергом (в 1951 году он начал снимать фильм «Макао», но был уволен Говардом Хьюзом во время съёмок, то же самое произошло и с фильмом «Лётчик» в 1957 году).
«Жестокий Шанхай» номинировался на премию «Оскар» за лучшую работу художника-постановщика (Борис Левен) и за лучшую музыку к фильму (Ричард Хагеман) в 1943 году.

## Сюжет
Жиголо «Доктор» Омар (англ. «Doctor» Omar) (Виктор Мэтьюр) даёт взятку шанхайской полиции, чтобы выпустить на свободу американскую танцовщицу Дикси Помрой (англ. Dixie Pomeroy) (Филлис Брукс). Он предлагает ей найти работу в казино, принадлежащий леди Дракону «Мамаше» Джин Слинг (англ. Dragon-lady "Mother" Gin Sling) (Она Мансон), которая является его боссом.
В казино Омар привлекает внимание красивой девушки из высшего общества (Джин Тирни), назвавшаяся «Поппи» Смит (англ. "Poppy" Smith). Она недавно окончила европейскую школу и жаждет азарта.
Тем временем Джин Слинг вынуждена успеть перевести своё заведение в менее привлекательный китайский район за 5-6 недель до китайского Нового года. Она приказывает своим миньонам разузнать о богатом английском предпринимателе сэре Гае Чартерисе (англ. Guy Charteris) (Уолтер Хьюстон), который приобрёл участок земли в Шанхае, где стоит казино Джин Слинг. Танцовщица Дикси находилась некогда в отношениях с Чартерисом и рассказывает Джин Слинг о нём. Та понимает, что он — это её бывший муж.
Тем временем Поппи влюбляется в Омара и пристращается к азартным играм и алкоголю, влезая в долги. В действительности Поппи — дочь Чартериса по имени Виктория.
Джин Слинг приглашает Гая Чартериса и других важных персон на вечеринку в честь китайского Нового года. На ужине она раскрывает тёмное прошлое Чартериса, чьё имя в прошлом было Виктор Доусон (англ. Victor Dawson), вспоминает, как муж обокрал и бросил её. Полагая, что её ребёнок умер, она пыталась выжить — бродила с места на место, пока, наконец, не добралась до Шанхая. Там Персиваль Хауэр (англ. Percival Hower), поверив в неё, поддерживал финансово и разрешил ей работать у него, что в итоге позволило ей подняться до нынешнего уровня.
К завершению своей мести она приносит Викторию. Виктория открыто показывает свою симпатию к Омару и высмеивает своего отца. Чартерис, зная свою дочь как своенравную, тайно просит Ван Элста прийти на следующее утро в офис за чеком в 20 000 фунтов для Джин Слинг и сказать ей, что ценности лежат и всегда лежали в «Северо-китайском банке» на её имя.
Виктория игнорирует сообщение и, поругавшись с отцом, возвращается в пустое казино. Чартерис идёт помириться с дочерью и по пути сталкивается с Джин Слинг. Ей он признаётся, что их ребёнок выжил в больнице, а затем Чартерис увёз его далеко из Китая. Их ребёнком является Виктория.
После этого Джин Слинг пытается сообщить Виктории, что она её мать. Девушка оскорбляет Джин Слинг, и та убивает Викторию выстрелом. Отступив на пару шагов, Хауэр спрашивает: «Что будем делать? Скоро приедет полиция!», на что Слинг отвечает, что на этот раз они не будут брать взятку. В соседней комнате, после выстрела крепкого телосложения кули с иронией говорит Чартерису: «Ну что, нравится китайский Новый год?» После чего Чартерис понимает, что произошло.

## Роли
| - Джин Тирни — «Поппи» (Виктория Чартерис) - Уолтер Хьюстон — сэр Гай Чартерис (он же Виктор Доусон) - Виктор Мэтьюр — «Доктор» Омар - Она Мансон — «Мамаша» Джин Слинг - Филлис Брукс — хористка Дикси Помрой - Альберт Бассерман — Ван Элст - Мария Успенская — Ама - Эрик Блор — бухгалтер Цезарь Хокинс - Иван Лебедефф — игрок Борис | - Майк Мазурки — кули - Клайд Филлмор — компрадор Персиваль Монтгомери Хауэр - Грэйси Хэмптон — общественный лидер леди Блессингтон - Рэкс Эванс — адвокат мистер Джексон - Михаил Разумный — оценщик Миша Вагинский - Майкл Далматов — бармен - Марсель Далио — мастер спиннинга Марсель - Лейланд Хаджсон — Райэрсон |

## Производство фильма
В 1930-х годах было сделано несколько попыток экранизировать пьесу. Одну из них пытался сделать Сесиль Блаунт де Милль, а другую в начале 1930-х Эдвард Смолл для United Artists.
Необычным для того времени является показ вступительных титров со списком актёров второго плана. Читается как:
И большой актёрский состав "Голливудской массовки", который не ждёт упоминания в титрах, готов день и ночь делать их лучше, и который, в их лучшем — более хорош, чтобы заслужить упоминания.
Кей Люк (англ. Keye Luke) нарисовал панно, которое показано в казино.

## Рецензии

### Критика
Кинокритик Деннис Шварц (англ. Dennis Schwartz) дал положительную оценку:

«Последний великий голливудский фильм Джозефа фон Штернберга, основанный на пьесе 1925 года Джона Колтона, которому потребовалось свыше 30 проверок, проводимых цензорами Ассоциации производителей и прокатчиков фильмов, чтобы допустить фильм на широкий экран. В одной из невышедших цензурированных версий, приписываемую писателю Джулсу Фёртмену, „Мамаша“ Джин Слинг носит другое имя — Проклятая Мамаша (англ. Mother Goddamn) и заправляет она не казино, а борделем. То, что осталось после всех обрезок — обстановка в стиле сюрреалистического барокко. Это жест нравственному упадку человечества, который катится в недра земли. Казино сделано в стиле „Ад“ Данте. Несмотря на вынужденные изменения фильма, он по-прежнему остаётся безумным шедевром упадка и сексуальной развращённости, который окружает сам себя с восточными мотивами, цель которых — придание мистики, а не просвещения».

### Награды
Номинации:
- «Оскар» — «Лучшая работа художника-постановщика», чёрно-белый, Борис Левен в 1943 году
- «Оскар» — «Лучшая музыка к фильму», музыка драмы или комедии, Ричард Хагеман в 1943 году